# I racconti della cripta
I racconti della cripta (Tales from the Crypt) è una serie televisiva statunitense trasmessa dal 1989 al 1996 dall'emittente televisiva HBO e basata sull'omonima serie a fumetti della EC Comics creata da William Gaines. Il tema musicale del telefilm è composto dal musicista e compositore Danny Elfman.
In Italia la serie è debuttata in VHS a partire dal giugno del 1990 con diversi titoli: Racconti dalla crypta, Racconti dalla tomba, Tales from the Crypt - I racconti della cripta. In seguito è andata in onda su Canale 5 con i titoli Racconti di mezzanotte (prime due stagioni) e I racconti della cripta (restanti stagioni). Il narratore di ogni episodio, nella versione originale noto come Cryptkeeper (il guardiano della cripta), è stato rinominato "Zio Tibia" nella versione italiana, nome già usato per l'analogo narratore del fumetto Creepy nel 1969 e per quello dello Zio Tibia Picture Show nel 1989.

## Episodi
Sono state realizzate sette stagioni della serie, per un totale di 93 episodi.
| Stagione         | Episodi | Prima TV USA | Prima TV Italia |
| ---------------- | ------- | ------------ | --------------- |
| Prima stagione   | 6       | 1989         | 1997            |
| Seconda stagione | 18      | 1990         | 1997-1998       |
| Terza stagione   | 14      | 1991         | 1998            |
| Quarta stagione  | 14      | 1992         | 1999-2000       |
| Quinta stagione  | 13      | 1993         | 2000            |
| Sesta stagione   | 15      | 1994-1995    | 2000            |
| Settima stagione | 13      | 1996         | 2001            |

## Distribuzione italiana
In Italia la serie è stata trasmessa in televisione a partire dal 4 ottobre 1997 su Canale 5. Precedentemente, alcuni episodi erano usciti in VHS per il mercato home video, distribuiti da diverse etichette. Di seguito le varie uscite in VHS con i rispettivi episodi:
- Racconti dalla crypta (Giugno 1990, CIC Video)

L'uomo che era la morte (The Man Who Was Death), diretto da Walter Hill
E attraversò tutta la casa (And All Through the House), diretto da Robert Zemeckis
Sotterra quel gatto, è davvero morto (Dig That Cat... He's Real Gone), diretto da Richard Donner
- Racconti dalla tomba, vol. 2 (1993, Warner Home Video)

Amore a pezzetti (Lover, Come Hack to Me), diretto da Tom Holland
Collezione completata (Collection Completed), diretto da Mary Lambert
Peccati superficiali (Only Sin Deep), diretto da Howard Deutch
- Racconti dalla tomba, vol. 3 (1993, Warner Home Video)

Diritto di morte (Dead Right), diretto da Howard Deutch
Lo scambio (The Switch), diretto da Arnold Schwarzenegger
Poker (Cutting Cards), diretto da Walter Hill
- Tales from the Crypt - I racconti della cripta 1 (1995, Deltavideo)

Doppia personalità (Split Personality), diretto da Joel Silver
Dolce vendetta (People Who Lives in Brass Hearses), diretto da Russell Mulcahy
Vana attesa (Dead Wait), diretto da Tobe Hooper
- Tales from the Crypt - I racconti della cripta 2 (1995, Deltavideo)

La trappola (The Trap), diretto da Michael J. Fox
All'ultimo secondo (Split Second), diretto da Russell Mulcahy
Segno di morte (On A Dead Man's Chest), diretto da William Friedkin
- Tales from the Crypt - I racconti della cripta 3 (1995, Deltavideo)

Un fratello per nemico (Abra Cadaver), diretto da Stephen Hopkins
L'avvoltoio (Carrion Death), diretto da Steven E. de Souza
Rendez vous con la morte (None but the Lonely Heart), diretto da Tom Hanks
- Tales from the Crypt - I racconti della cripta 4 (1995, Deltavideo)

Il concerto del lupo mannaro (Werewolf Concerto), diretto da Steve Perry
Amici per la pelle (Oil's Well That Ends Well), diretto da Paul Abascal
Buona da morire (What's Cookin'), diretto da Gilbert Adler

## Spin-off

### Televisione
Nel 1992 il canale televisivo Fox trasmise il film televisivo Incubi. Basato sui fumetti della EC Comics (in originale prende il titolo dalla pubblicazione Two-Fisted Tales), era formato da tre episodi che successivamente la HBO trasmise come singole puntate de I racconti della cripta. In Italia il film uscì al cinema nel 1994.
Il successo della serie diede vita anche alla serie TV d'animazione Brividi e polvere con Pelleossa (Tales from the Cryptkeeper), andata in onda in Italia sulle reti Mediaset con il custode della cripta rinominato in "Pelleossa". Fu inoltre prodotto un game show televisivo per bambini intitolato Secrets of the Cryptkeeper's Haunted House.
In seguito alla conclusione de I racconti della cripta, la HBO trasmise nel 1997 lo spin-off fantascientifico Perversions of Science. La serie si rivelò un fiasco e fu cancellata dopo una sola stagione.

### Cinema
Anche il mondo del cinema è rimasto affascinato dalla serie tanto da produrre due film che la riguardano: Il cavaliere del male (Demon Knight), pellicola del 1995 con Billy Zane e Il piacere del sangue (Bordello of Blood), film del 1996 con Corey Feldman. Un terzo film, Ritual, del 2001, destinato al grande schermo, uscì direttamente in DVD solamente nel 2006.